# Периодат рубидия
Периодат рубидия — неорганическое соединение, 
соль щелочного металла рубидия и иодной кислоты
с формулой RbIO4,
бесцветные кристаллы,
слабо растворяется в воде.

## Получение
- Обменная реакция периодата натрия и нитрата рубидия :

{\displaystyle {\mathsf {NaIO_{4}+RbNO_{3}\ {\xrightarrow {}}\ RbIO_{4}+NaNO_{3}}}}

## Физические свойства
Периодат рубидия образует бесцветные кристаллы 
тетрагональной сингонии,
пространственная группа I 41/a,
параметры ячейки a = 0,5876 нм, c = 1,2938 нм, Z = 4,
структура типа вольфрамата кальция.
Слабо растворим в воде.